# پول‌دیک
پول‌دیک (به هلندی: Poeldijk) یک منطقهٔ مسکونی در هلند است که در وستلاند واقع شده‌است. پول‌دیک ۷٫۰۸۰ نفر جمعیت دارد.